# Сиротенко Надія Олександрівна
Надія Олександрівна Сироте́нко (нар. 28 вересня 1920, Конотоп — пом. 7 квітня 2005) — український живописець; член Спілки художників України з 1960 року. Дочка художника Олександра Сиротенка, дружина художника Оленксандра Вовка, мати художника Сергія Вовка.

## Біографія
Народилася 28 вересня 1920 року в місті Конотопі (тепер Сумська область, Україна). Навчалася в Київській художній школі. Брала участь в Другій світовій війні в складі партизанського загону. Впродовж 1944—1951 років навчалася в Київському художньому інституті (викладачі Олександр Фомін, Ілля Штільман, Олексій Шовкуненко, Карпо Трохименко).
1955 року  Надія Олександрівна разом з чоловіком побувала на будівництві славнозвісної Каховської ГЕС, де молоді художники зробили серії етюдів.
Жила в Києві.  Померла художниця 7 квітня 2005 року.

## Творчість
Працювала в галузі станкового живопису. Автор пейзажів і натюрмортів. 
«Улюбленим мотивом у Н. Сиротенко протягом усього життя були квіти, які вона нерідко поєднувала у композиціях з фруктами, посудом, керамікою, тканинами. Завжди щільно заповнене живописне тло її полотен грає плямами сонячного світла, а предмети тогочасного небагатого побуту виглядають мов вишукані витвори прикладного мистецтва».
Серед робіт:
- «Вечір» (1954);
- «Натюрморт. Яблука» (1956);
- «Натюрморт з полуницями» (1957);
- «Поблизу Канева» (1961, у співавторстві з Олександром Вовком);
- «Букринський плацдарм».

З 1954 року брала участь в українських республіканських виставках.
Картини художниці зберігаються в Національному художньому музеї України, інших вітчизняних музеях, приватних колекціях.

## Галерея

Сиротенко Н. О. Будівництво Каховської ГЕС. Укладення відвідної труби. 1955.Сиротенко Н. О. Будівництво Каховської ГЕС. Укладення відвідної труби. 1955.
Сиротенко Н. О. Святковий натюрморт. 1983.Сиротенко Н. О. Святковий натюрморт. 1983.
Сиротенко Н. О. Весняний натюрморт. 1985.Сиротенко Н. О. Весняний натюрморт. 1985.
Сиротенко Н. О. Святкові квіти. 1985.Сиротенко Н. О. Святкові квіти. 1985.
Сиротенко Н. О. Троянди. 1987.Сиротенко Н. О. Троянди. 1987.